# アスコフラノン
アスコフラノン(ascofuranone)はフンタマカビ綱やユーロチウム菌綱に属する一部の子嚢菌が生産する抗生物質である。オルタナティブオキシダーゼを阻害し、アフリカ睡眠病やナガナ病を引き起こす寄生性原虫ブルーストリパノソーマに対する薬剤開発のリード化合物とされている。この化合物はin vitro培養細胞および感染マウスの両方で効果がある。シアン耐性酸化酵素(TAO)を強く阻害する作用を有する。哺乳類に対する作用を有していないため、副作用の無いアフリカ睡眠病治療薬として期待されている。

## 生合成
ポリケチド合成酵素によってオルセリン酸が、メバロン酸経路によってファルネシル二リン酸が合成され、この2者が結合するとともにオルセリン酸が修飾（カルボキシ基の還元と塩素原子の導入）されて、イリシコリンAが生成する。続いて側鎖末端の二重結合がエポキシ化された後、側鎖にヒドロキシ基が導入され、環化によってテトラヒドロフラン構造が作られ、生じたアスコフラノールを酸化してアスコフラノンが得られる。
| オルセリン酸とファルネシル二リン酸からイリシコリンAを合成 |
| 側鎖末端の二重結合をエポキシ化                            |
| 側鎖にヒドロキシ基を導入                                  |
| 環化反応                                                  |
| テトラヒドロフラン環上のヒドロキシ基を酸化                |

## 歴史
1972年中外製薬の佐々木弘らによって、アスコクロリンを産生するAscochyta viciaeに対しニトロソグアニジン処理を行い得られた変異株No.34から単離され構造決定された。ただしこのとき用いられた菌株は正しくはAcremonium egyptiacum（シノニム:Acremonium sclerotigenum）であり、Ascochyta viciaeにはアスコフラノンおよびアスコクロリンの産生能はないことが明らかとなっている。
当初は血中脂質低下作用を持つことに注目され、また後にマクロファージの活性化を通じた抗腫瘍活性があることが報告されていた。これらの作用は細胞の呼吸能に影響を与えることでもたらされると推測され、
呼吸鎖のキノン結合部位に作用している可能性が示されたことをきっかけに代替酸化酵素（AOX:オルタナティブオキシダーゼ）の強力な阻害剤であることが見出された。
2019年4月2日には、東京大学やキッコーマン、理化学研究所を始めとする産学共同研究グループがAcremonium egyptiacumのアスコクロリン生合成経路の遺伝子を破壊することにより500mg/lの高収率でアスコフラノンを生産させることに成功したと発表した。これによりアスコフラノンが安価・大量に入手できるようになれば、アスコフラノンを出発点とした創薬研究が進むものと期待される。